# Gilgit (řeka)
Gilgit (urdsky دریائے گلگت‎) je řeka v Pákistánu na severozápadě Kašmíru v provincii Gilgit - Baltistán. Je 450 km dlouhá. Povodí má rozlohu 26 000 km².

## Průběh toku
Pramení na svazích hřbetu Hindurádž. Protéká městem Gilgit, okolo něhož se rozkládá Gilgitská oáza. Je to pravý přítok Indu.

## Vodní režim
Zdroj vody je sněhový a ledovcový. Vyšší stavy jsou od dubna a kulminuje v červenci. V zimě jsou stavy vody malé. Dochází k silným povodním. Na soutoku s Indem téměř zdvojnásobuje jeho průtok.

## Využití
Z důvodu velké rychlosti toku a peřejí není lodní doprava možná. Dolinou řeky prochází stará karavaní stezka, která spojuje severovýchod Afghánistánu s Indií a Pákistánem.